# Рогонов, Пётр Петрович
Пётр Петрович Ро́гонов (1942 — 2009) — российский политик, депутат Государственной Думы РФ III созыва.

## Биография
Родился 6 октября 1942 года в селе Рогово Почепского района Орловской области (ныне — Брянской области).
Окончил Новозыбковский педагогический институт. Кандидат философских наук, доцент. Заведовал кафедрой философии и истории Института транспортного машиностроения в Брянске.
В 1999 году был избран депутатом Государственной Думы РФ от Почепского одномандатного округа. Член фракции КПРФ.